# 主題と変奏 (シューマン)
『主題と変奏 変ホ長調』（独：Thema mit Variationen in Es-Dur für Klavier）は、ロベルト・シューマンが1854年2月に作曲したピアノ独奏のための変奏曲であり、シューマンが作曲した事実上最後の作品である。
死後に出版されたため作品番号は付けられていないが、整理番号として WoO 24 が付けられている。

## 呼称について
この作品は、日本においては『天使の主題による変奏曲』という名称がよく知られているが、これはドイツ語の俗称である "Geistervariationen" の意訳であり、直訳すると『亡霊変奏曲』または『幽霊変奏曲』となる。
他にも『亡霊の主題による変奏曲』や『精霊の主題による変奏曲』、『最後の楽想による幻覚の変奏曲』など、媒体によって様々な呼称で表記されている。

## 作曲の経緯
この作品を作曲していた頃のシューマンは、持病の梅毒の進行に伴い、幻覚や幻聴に悩まされていた。妻クララ・シューマンの日記によれば、1854年2月17日から18日にかけての夜にシューマンは何度も起き上がり、そこに現れたというシューベルトとメンデルスゾーンの亡霊が歌ったひとつの主題の幻聴を聴き、それを五線紙に書き留めた。そして、ルーペルト・ベッカーの日記の記述によれば、2月22日から23日にかけて、シューマンはこの主題による変奏曲を一旦完成させた（なお、このときに書かれた自筆譜は一部分しか現存しておらず、この時点でいくつの変奏が書かれたか特定することは出来ない）。
その後、2月27日にシューマンは再びこの主題による変奏曲を作曲し始めており、クララの証言によればそれは「完璧なコピー」であったという（現在出版されている楽譜は、このときに書かれた自筆譜に基づいている）。
同日、シューマンは清書譜を作成中に家を抜け出すと、ライン川に身を投じて入水自殺を図ったが、これは現場を目撃していた地元の漁師に救助され未遂に終わり、その後、自宅へと連れ戻されたシューマンは早くも翌日に作曲を再開し、本作品を完成させた（ドイツの作曲家アリベルト・ライマンは、第4変奏と第5変奏が構造的に完全に異なるため、ライン川へ入水自殺を図ったのはこの間であろうと推察している）。
精神病院入院後を含むシューマンの最晩年の作品のほとんどは、死後にクララの手により廃棄されてしまった。クララはこの曲の楽譜は残したものの、ヨハネス・ブラームスと共に編纂したシューマン全集（1893年刊行）には「主題」のみしか収録しなかった。全曲の出版は1939年になってからである。

## 作品の概要
主題と5つの変奏からなる作品である。演奏時間は約11分。
- 主題：変ホ長調、4分の2拍子のコラール風の主題である。大きく分けてA、Bの2つの部分に分かれており、B部分は繰り返される。
- 第1変奏：右手の最上声部の旋律はそのままに、内声を3連符で装飾する。
- 第2変奏：右手の旋律に、1拍遅れで左手が追随するカノン。
- 第3変奏：左手に旋律が置かれ、右手は6連符で装飾する。
- 第4変奏：ト短調。コラール風の変奏。
- 第5変奏：変ホ長調に戻り、16分音符の細やかな動きと半音階的な動きで装飾し、静かに終結する。

## エピソード
遺作となったシューマンの『ヴァイオリン協奏曲 ニ短調（WoO 23）』は、第2楽章の主題がこの変奏曲の主題に酷似していたために、クララによって演奏を禁止されていた。なお、作曲時期はこの変奏曲よりも、ヴァイオリン協奏曲の方が先（1853年）である。
ブラームスは、この曲の主題を基にした連弾のための『シューマンの主題による変奏曲 変ホ長調 作品23』を1861年に作曲して、シューマンの三女ユーリエに献呈している。

## 本楽曲を引用した作品
- ヨハネス・ブラームス『シューマンの主題による変奏曲 変ホ長調 作品23』（1861年）
- アドルフ・イェンゼン『歌と踊り 作品33』より第1曲『献呈』（1866年）
- アリベルト・ライマン『管弦楽のための7つの断章、ロベルト・シューマンを追悼して』（1998年）
- トーリ・エイモス『Your Ghost』（アルバム『Night of Hunters』収録曲、2011年）